# Mieczysław Owca-Orwicz
Mieczysław Owca-Orwicz (ur. 1902, zm. 1944), polski lekarz, chirurg, działacz lewicowy. 

## Życiorys
Absolwent studiów medycznych na Wydziale Lekarskim Uniwersytetu Jagiellońskiego (1928). Od 1937 był pracownikiem Sanatorium Dziecięcego w Bystrem (Zakopane), następnie chirurg w szpitalu w Zakopanem. Współpracował z lewicową inteligencją (Adam Polewka, Leon Kruczkowski), członek Koła Czerwonych Uczonych przy KPP. W okresie II wojny światowej współpracownik zakopiańskich organizacji konspiracyjnych (w tym Armii Krajowej), organizował ucieczki osób zagrożonych aresztowaniem. Zastrzelony przez gestapo przed domem swojej siostry w Krakowie.
Publikacje
- Operacyjne usztywnienie stawu biodrowego w gruźlicy stawów i kości
- Gruźlica chirurgiczna a uraz mechaniczny